# El sembrador de estrellas
El sembrador de estrellas es una escultura de bronce esculpida por el escultor colombiano Alonso Ríos Vanegas emplazada en la Ciudad Universitaria de Medellín, específicamente frente al edificio de la Facultad de Ingeniería, de la cual es símbolo. La escultura representa a un sembrador, con un cesto lleno de estrellas en su brazo izquierdo, y depositando una de ellas en el suelo, con su mano derecha.
Según la facultad, representa "la actitud del ingeniero en sembrar la luz, el conocimiento, la búsqueda de la verdad, el progreso, la justicia y la paz."